# 치아구 카밀루 (유도 선수)
치아구 엔히키 지 올리베이라 카밀루(포르투갈어: Tiago Henrique de Oliveira Camilo, 1982년 5월 24일~)는 브라질의 전직 유도 선수이다. 2000년 하계 올림픽에서 남자 라이트급 은메달, 2008년 하계 올림픽에서 남자 하프미들급 동메달을 획득했으며 세계 유도 선수권 대회에서 금메달 1개를 획득했다. 또한 팬아메리칸 게임에서 금메달 3개, 팬아메리카 선수권 대회에서 메달 6개를 획득했다.